# Кошари (Великопольське воєводство)
Кошари (пол. Koszary) — село в Польщі, у гміні Сомпольно Конінського повіту Великопольського воєводства.
Населення — 153 особи (2011).
У 1975-1998 роках село належало до Конінського воєводства.

## Демографія
Демографічна структура станом на 31 березня 2011 року:
|          | Загалом | Допрацездатний вік | Працездатний вік | Постпрацездатний вік |
| -------- | ------- | ------------------ | ---------------- | -------------------- |
| Чоловіки | 71      | 12                 | 50               | 9                    |
| Жінки    | 82      | 22                 | 42               | 18                   |
| Разом    | 153     | 34                 | 92               | 27                   |